# Општа болница
Општа болница (енгл. General Hospital, често скраћено GH) је америчка дневна сапуница. Ушла је у Гинисову књигу рекорда као најдужа америчка сапуница у продукцији и као друга најдужа телевизијска драма у америчкој историји након сапунице Усмеравајуће светло. У свету је трећа најдужа скриптована драмска серија, као и друга најдужа сапуница која још траје. Општа болница је премијерно емитована 1. априла 1963. године на мрежи ABC. Општа болница је најдужа серија продуцирана у Холивуду и најдужи забавни програм у историји мреже ABC. Држи рекорд за највише дневних награда Еми за најбољу драмску серију (13).
Серију су створили брачни пар писаца сапуница, Френк и Дорис Харсли, који су је првобитно сместили у окружну општу болницу у неименованом измишљеном граду. Током 1970-их, град је именован Порт Чарлс у савезној држави Њујорк. Од свог почетка, главне улоге у Општој болници играли су Џон Берадино и Емили Маклафлин, који су остали у серији до својих смрти. Годину дана касније им се придружила Рејчел Ејмс, која је најдуже глумила у серији, од 1964. до 2007. године. Општа болница је друга сапуница емитована на мрежи ABC, након кратковечне сапунице Пут у стварност (1961—1962). Године 1964, створена је сестринска серија Млади венчани, која је након две године отказана због лоше гледаности. Такође је направљена верзија серије у Уједињеном Краљевству, која се емитовала од 1972. до 1979. године. Снимљена су још два огранка, Порт Чарлс (1997—2003) и Општа болница: Ноћна смена (2007—2008). Снимана у Проспект студијима, Општа болница је од 1963. до 1976. године емитована по 30 минута, да би потом од 1976. до 1978. време трајања по епизоди било продужено на 45 минута. Од 16. јануара 1978. године, епизоде трају по један сат.
Од краја 1970-их, већина прича се одвијала око породица Квартермејн и Спенсер. Од 1979. до 1988. године, Општа болница је имала више гледалаца него било која друга дневна сапуница. Попела се на врх рејтинга почетком 1980-их, делом захваљујући монументално популарном „суперпару” Луку и Лори, чије је венчање 1981. привукло 30 милиона гледалаца и остало најгледанијих сат времена у историји америчких сапуница. Сапуница је такође позната по угледним гостујућим звездама које, између осталих, укључују и Розен Бар, Џејмса Франка и Елизабет Тејлор. Године 2007, Општа болница је наведена као једна од 100 најбољих ТВ серија свих времена часописа Тајм. Дана 23. априла 2009. године, Општа болница је почела са емитовањем у високој резолуцији, што је чини првом ABC сапуницом која је направила такву промену. Серија је емитовала своју 14000. епизоду 23. фебруара 2018. године.
Општа болница је постала најстарија америчка сапуница 17. септембра 2010. године, након последње епизоде CBS серије Док се свет окреће. Дана 14. априла 2011. године, ABC је најавио отказивање сапуница Сва моја деца и Један живот за живети, оставивши Општу болницу као последњу преосталу сапуницу која се емитује на тој мрежи после 13. јануара 2012. Серија је прославила 50. годишњицу 1. априла 2013. године.